# Fengshen Cinematic Universe
Il Fengshen Cinematic Universe è un media franchise cinese incentrato su una serie di film fantastici, tutti ambientati in un universo condiviso, prodotti da Chengdu Coco Cartoon, Beijing Enlight Media, Beijing Enlight Pictures, Chengdu Zizai Jingjie Culture Media e Beijing Coloroom Technology, e basati sui personaggi e le storie del Fengshen Yanyi.
Con oltre 3 miliardi di dollari statunitensi di incassi a livello mondiale, il Fengshen Cinematic Universe è il quinto franchise di film fantasy di maggior successo commerciale nella storia del cinema.

## Sviluppo
Il team creativo dietro al film Ne Zha ha annunciato che la pellicola sarebbe stata il primo capitolo di un universo cinematografico condiviso, detto Fengshen Cinematic Universe, basato sulle storie raccontate nel Fengshen Yanyi.
È stato annunciato che il secondo film della saga sarebbe stato Jiāng Zǐyá, anche noto come Legend of Deification, con il personaggio di Jiang Ziya come protagonista. L'uscita era prevista per il 25 gennaio 2020 in Cina, ma a seguito della pandemia di COVID-19, tutte le uscite del capodanno cinese sono state cancellate. È stato rilasciato il 1° ottobre 2020, in concomitanza con la festa nazionale cinese, sia in Cina che negli Stati Uniti.
Il terzo film della saga, un sequel diretto del primo film, Ne Zha 2, è stato rilasciato il 29 gennaio 2025. Un terzo film incentrato sul personaggio di Ne Zha è in lavorazione.

## Film
| Film       | Data di uscita (Cina) | Regia               | Sceneggiatura | Produttori                |
| ---------- | --------------------- | ------------------- | ------------- | ------------------------- |
| Ne Zha     | 26 luglio 2019        | Jiaozi              | Jiaozi        | Wei Yunyun e Liu Wenzhang |
| Jiāng Zǐyá | 1° ottobre 2020       | Cheng Teng e Li Wei | Xie Xiying    | Wang Jing e Gao Weihua    |
| Ne Zha 2   | 29 gennaio 2025       | Jiaozi              | Jiaozi        | Liu Wenzhang e Wang Jing  |

## Accoglienza

### Incassi
| Film                      | Data di uscita (Cina) | Incassi ($)   | Incassi ($)    | Incassi ($)   | Budget ($) | Fonti                                     |
| Film                      | Data di uscita (Cina) | Cina          | Internazionale | Mondiale      | Budget ($) | Fonti                                     |
| ------------------------- | --------------------- | ------------- | -------------- | ------------- | ---------- | ----------------------------------------- |
| Nézhā zhī Mótóng Jiàngshì | 11 luglio 2019        | 735 810 000   | 6 908 496      | 742 718 496   | 22 000 000 | [ 7 ] [ 8 ] [ 9 ]                         |
| Jiāng Zǐyá                | 1º ottobre 2020       | 243 220 000   | 667 233        | 243 887 233   | 40 000 000 | [ 10 ]                                    |
| Ne Zha 2                  | 29 gennaio 2025       | 2 152 930 000 | 60 000 000     | 2 212 930 000 | 80 000 000 | [ 11 ] [ 12 ] [ 13 ] [ 14 ] [ 15 ] [ 16 ] |
| Totale                    | Totale                | 3131960000    | 67575729       | 3199535729    | 142000     |                                           |

### Critica
| Film                      | Rotten Tomatoes     | Metacritic            |
| ------------------------- | ------------------- | --------------------- |
| Nézhā zhī Mótóng Jiàngshì | 89% (18 recensioni) | 56/100 (6 recensioni) |
| Jiāng Zǐyá                | 83% (6 recensioni)  | 67/100 (3 recensioni) |
| Ne Zha 2                  | 94% (35 recensioni) | 63/100 (7 recensioni) |
| Media                     | 89%                 | 62                    |